# Kanon for Børnekultur
Kanonen for Børnekultur er den del af Kulturkanonen fra 2006, der omhandler kultur for børn. Under udformningen af Kulturkanonen opstod ideen at tilføje en kategori for kulturprodukter, der særligt henvender sig til børn. Derfor har der ikke været oprettet et bestemt udvalg med henblik på at udpege disse værker, men i stedet er de andre udvalg for kanonens resterende kategorier blevet inviteret til at komme med deres bud på vigtig, dansk børnekultur. Kanonen for Børnekultur består af 12 værker, hvor fire af dem relaterer sig til litteratur, tre til film og TV, to til musik, én til design, én til legetøj og én til teater.

## Værker
- Byggelegepladsen C.Th. Sørensen. 1931
- De små synger Gunnar Nyborg-Jensen (red.), 1948
- Palle alene i Verden film af Astrid Henning-Jensen, 1949
- Anders And og den gyldne hjelm Carl Barks, 1954)
- Høj stol Nanna Ditzel, 1955)
- Legoklodsen Godtfred Kirk Christiansen, 1958
- Silas og den sorte hoppe Cecil Bødker, 1967
- Halfdans ABC Halfdan Rasmussen og Ib Spang Olsen, 1967
- Kaj og Andrea Katrine Hauch-Fausbøll, 1971 -
- Go' sønda' morn' Anne Linnet, 1980
- Gummi Tarzan film af Søren Kragh-Jacobsen, 1981
- Nøddeknækkeren teaterstykke af Steen Koerner, 2003

## Kritik
Kanonen for Børnekultur under Kulturkanonen har siden offentliggørelsen i 2006 mødt udtalt kritik.
Ning de Coninck-Smith, som er lektor i barndommens historie på Danmarks Pædagogiske Universitetsskole (DPU), er kritisk overfor Kanonen for Børnekultur og mener, at man burde lave en ”seriøs” og ”selvstændig kanon for børn inden for hver af kunstarterne og på den anden side ved at lade folk med forstand på børnekultur udvælge værkerne”.
Skribent og forhenværende litteraturredaktør for Berlingske Tidende Jens Andersen skriver i en artikel i Berlingske en række kritikpunkter ved Kanonen for Børnekultur. Herunder det at listen indeholder udenlandske værker, at højstolen er et designikon for forældrenes skyld, og at listen ikke repræsenterer værker fra tidligere end 1931.
Ning de Coninck-Smith og Jens Andersen er blot få af mange, som har udtalt ønsket om en kulturkanon specifikt til børn, hvor samtlige kunstarter er repræsenteret.
Jørn Lund, som var formand for kulturkanonen, udtalte i 2006, at han gerne så en kulturkanon specifikt til børn.
Daværende kulturminister Brian Mikkelsen udtalte også i 2006, at han ikke kunne afvise, at det kunne komme på tale fremover.